# Lititz, Pennsylvania
Lititz là một thị trấn thuộc quận Lancaster, tiểu bang Pennsylvania, Hoa Kỳ. Năm 2010, dân số của thị trấn này là 9369 người.